# The Legend of Korra
The Legend of Korra (tạm dịch: Truyền Thuyết Korra) là một series phim hoạt hình truyền hình Mỹ được tạo bởi Bryan Konietzko và Michael Dante DiMartino và được Nickelodeon được phát sóng từ ngày 14 tháng 4 năm 2012 đến ngày 19 tháng 12 năm 2014. Đây là phần tiếp theo của loạt phim Avatar: The Last Airbender trước đó của Konietzko và DiMartino, được phát sóng từ năm 2005 đến 2008, bộ phim được chịu ảnh hưởng mạnh mẽ của phong cách anime với phần lớn hoạt ảnh được thực hiện bởi Studio Mir của Hàn Quốc và một số bởi Pierrot Co của Nhật Bản.
Giống như tiền nhiệm của nó, bộ truyện được đặt trong một vũ trụ hư cấu, trong đó một số người có thể thao túng, hoặc "điều khiển" các nguyên tố nước, đất, lửa hoặc không khí. Chỉ có "Avatar" mới có thể điều khiển cả bốn nguyên tố và chịu trách nhiệm duy trì sự cân bằng trên thế giới. Bộ truyện kể về Avatar Korra, người kế thừa Aang từ loạt phim trước, khi cô phải đối mặt với tình trạng bất ổn chính trị và tinh thần trong một thế giới hiện đại hóa.
Các nhân vật chính được lồng tiếng bởi Janet Varney, Seychelle Gabriel, David Faustino, PJ Byrne, JK Simmons và Mindy Sterling cùng với các diễn viên lồng tiếng khác bao gồm Aubrey Plaza, John Michael Higgins, Lisa Edelstein, Steve Blum, Eva Marie Saint, Henry Rollins, Anne Heche và Zelda Williams. Một số người có đóng góp trong việc tạo ra Avatar: The Last Airbender (như nhà thiết kế Joaquim Dos Santos, nhà văn Tim Hedrick và nhà soạn nhạc Jeremy Zuckerman và Benjamin Wynn) đã trở lại để làm việc cho The Legend of Korra. The Legend of Korra kéo dài 52 tập, được chia thành bốn phần ("Books"). Series được tiếp nối bởi các bộ truyện tranh.
Giống phần trước, The Legend of Korra rất được khen ngợi, được đem ra so sánh với loạt phim Game of Thrones trên HBO và các tác phẩm của Hayao Miyazaki. Nó đã được ca ngợi về kịch bản và sản xuất của nó. Bộ truyện đã được đề cử và giành giải thưởng từ Giải thưởng Annie, Giải thưởng Daytime Emmy và Giải thưởng Gracie. Loạt phim cũng được ca ngợi vì giải quyết các vấn đề xã hội như bất ổn xã hội và khủng bố, cũng như vượt ra khỏi ranh giới giải trí của giới trẻ về các vấn đề về chủng tộc, giới tính và khuynh hướng tình dục.

## Tổng quan
The Legend of Korra ban đầu được hình thành dưới dạng miniseries 12 dài tập. Nickelodeon đã từ chối dàn ý của người sáng tạo cho một bộ phim hoạt hình tiếp theo Avatar: The Last Airbender dựa trên những gì sau đó trở thành truyện tranh ba phần The Promise, The Search và The Rift, thay vào đó chọn mở rộng Korra lên 26 tập. Bộ phim đã được mở rộng hơn nữa vào tháng 7 năm 2012 lên 52 tập. Các tập này được nhóm thành bốn phần riêng biệt ("Books") gồm 12 đến 14 tập ("Chapters") mỗi phần, mỗi phần, kể một câu chuyện độc lập. Bắt đầu với tập 9 của phần 3, các tập mới lần đầu tiên được phân phối qua Internet thay vì phát sóng. The Legend of Korra kết thúc với phần thứ tư. List of The Legend of Korra episodes
| Book | Tên     | Số tập | Phát sóng và truyền thông | Phát sóng và truyền thông | Phát sóng và truyền thông |
| Book | Tên     | Số tập | Tập đầu                   | Tập cuối                  | Network                   |
| ---- | ------- | ------ | ------------------------- | ------------------------- | ------------------------- |
| 1    | Air     | 12     | 14/4/2012                 | 23/6/2012                 | Nickelodeon               |
| 2    | Spirits | 14     | 13/9/2013                 | 22/11/2013                | Nickelodeon               |
| 3    | Change  | 13     | 27/6/2014                 | 22/8/2014                 | Nickelodeon               |
| 4    | Balance | 13     | 3/10/2014                 | 19/12/2014                |                           |

### Bối cảnh
The Legend of Korra lấy bối cảnh 70 năm sau các sự kiện trong Avatar: The Last Airbender. Người dân trên thế giới thuộc về bốn quốc gia: Thủy Tộc, Thổ Quốc, Hỏa Quốc và Phong Tộc. Một số người có khả năng telekinetically các nguyên tố cơ bản trùng với tên quốc gia của họ: Thủy (nước), Thổ (đất), Hoả (lửa) hoặc Khí. "Ngự thuật" được thực hiện bằng các bài tập tinh thần và thể chất, được miêu tả là tương tự như Kung fu.
Chỉ có " Avatar " mới có thể ngự thuật cả bốn nguyên tố. Tái sinh theo chu kỳ giữa bốn quốc gia trên thế giới, Avatar duy trì hòa bình và cân bằng trên thế giới. The Legend of Korra tập trung vào Avatar Korra, một cô gái mười bảy tuổi từ Nam Thủy tộc và là người kế thừa, luân hồi tiếp theo của Avatar Aang từ The Last Airbender.
Phần đầu tiên chủ yếu lấy bối cảnh tại Thành phố Cộng hòa, thủ đô của Đất nước Cộng hòa, một quốc gia có chủ quyền đa văn hóa mới được thành lập bởi Avatar Aang sau khi kết thúc The Last Airbender. Các đô thị lấy cảm hứng từ những năm 1920 được mô tả là "nếu Manhattan có ở châu Á" bởi những người sáng tạo của loạt phim, và cư dân của nó được kết nối với nhau bởi niềm đam mê "ngự thuật chuyên nghiệp", một môn thể thao dành cho khán giả trong đó hai đội gồm một ngự thổ, ngự thủy, và ngự hỏa sư ném nhau ra khỏi vòng bằng ngự thuật. Sự phát triển công nghệ nhanh chóng đã thay thế tinh thần của ngự thuật, và thứ được coi là môn võ nổi tiếng trong Avatar: The Last Airbender hiện nay rất phổ biến, với những ngự thuật sư ở Thành phố Cộng hòa sử dụng khả năng của mình để phạm tội, thi đấu trong các môn thể thao khán giả và hoàn thành công việc hàng ngày. Mùa thứ hai bổ sung khu vực cực nam như một bối cảnh chính bên cạnh Thành phố Cộng hòa, trong khi mùa thứ ba và thứ tư diễn ra phần lớn ở Thổ quốc.

### Tóm tắt
Quyển một: Khí, Korra chuyển đến Thành phố Cộng hòa để học ngự khí thuật từ thầy Tenzin - con trai của Avatar Aang. Cô tham gia vào giải đấu chuyên nghiệp và kết bạn với anh em Bolin và Mako, và Asami Sato, người thừa kế của Future Industries - một tập đoàn kỹ thuật hàng đầu. Tarrlok - một chính trị gia đầy tham vọng ủng hộ Korra để chống lại cuộc nổi dậy chống lại phe "Bình đẳng" dẫn đầu bởi một kẻ có khả năng tước đoạt đi khả năng ngự thuật của người khác tên là Amon. Korra và những người bạn của cô, được hỗ trợ bởi cảnh sát trưởng Lin Beifong và Tướng quân Iroh đã vạch mặt Amon với tư cách là một ngự huyết sư và anh trai của Tarrlok, chấm dứt cuộc đảo chính của phe Bình đẳng. Một cuộc gặp gỡ tâm linh với người tiền nhiệm Aang đã giúp Korra nhận ra sức mạnh của mình và khôi phục khả năng ngự thuật của các nạn nhân.
Quyển hai: Tinh Linh, sáu tháng sau những tinh linh bóng tối bắt đầu tấn công các tàu đánh bắt cá. Korra quay về gặp chú Unalaq - người đứng đầu Bắc thủy tộc để học về linh giới và mở các cổng đến linh giới theo chỉ dẫn của người chú. Unalaq nắm được quyền lực của Nam thủy tộc bằng vũ lực, bắt đầu một cuộc nội chiến, trong khi đó, cha của Korra kịch liệt phản đối. Tìm kiếm đồng minh chống lại Unalaq, Korra trải nghiệm cuộc sống của Avatar đầu tiên, Wan, người đã hợp nhất linh hồn của mình với tinh thần ánh sáng, Raava, để giam cầm đối thủ, tinh thần bóng tối, Vaatu. Được hỗ trợ bởi hai đứa con sinh đôi Eska và Desna, Unalaq giải phóng Vaatu trong Sự hội tụ hài hòa, sự liên kết lâu dài của các hành tinh và hợp nhất với anh ta để trở thành một Avatar đen tối. Trong cuộc chiến của họ, Unalaq / Vaatu kéo Raava ra khỏi Korra và phá hủy cô ta, cắt đứt liên kết của Korra với các Avatars trước đó; nhưng với sự giúp đỡ của Jinora, con gái của Tenzin, cô đã đánh bại Vaatu và Unalaq và hồi sinh Raava từ bên trong Vaatu. Korra sau đó hợp nhất với Raava một lần nữa nhưng liên kết đến các Avatars trước đó đã bị cắt đứt vĩnh viễn. Korra quyết định để các cổng linh hồn mở, cho phép sự chung sống mới của linh hồn và con người.
Quyển ba: Thay đổi, bắt đầu hai tuần sau đó với những ngự thuật sư khắp Thổ quốc có được ngự khí thuật do kết quả của sự kiện Hài hòa tụ họp. Khi Tenzin, Korra và bạn bè của cô chiêu mộ họ để tái lập những người du mục trên không đã tuyệt chủng, tên tội phạm mới nổi Zaheer đã trốn thoát khỏi nhà tù, giải thoát các đồng minh Ghazan, Ming-Hua và P'Li và cố gắng bắt cóc Avatar. Điều này thất bại nhờ sự giúp đỡ của Suyin Beifong, em gái bị ghẻ lạnh trước đây của Lin. Zaheer và nhóm của anh ấy  - thành viên của Hồng Liên hội, một tổ chức vô chính phủ đã giết Thổ Hoàng hậu, người đã đưa vương quốc của mình vào hỗn loạn, và cố gắng buộc đầu hàng của Korra bằng cách bắt con tin Phong tộc. Trong cuộc đối đầu cuối cùng, đồng đội của Zaher bị giết và anh ta bị đánh bại bởi một cơn lốc khổng lồ do Jinora chỉ huy. Hai tuần sau, Korra yếu ớt ngồi trên xe lăn khi Jinora được phong chức lên ngự khí sư bậc thầy, và Tenzin đã lãnh đạo Phong tộc để phục vụ thế giới.
Quyển Bốn: Cân bằng', diễn ra ba năm sau đó. Korra dần hồi phục sau những tổn thương phát sinh trong cuộc chiến với Zaheer, đi khắp thế giới một mình và bị ám ảnh bởi nỗi sợ hãi. Trong khi đó, cựu giám đốc an ninh của cô Suyin - Kuvira lên kế hoạch thống nhất Thổ quốc cùng với những kim công sư trung thành với cô và từ chối trao quyền lực cho người thừa kế ngai vàng - Hoàng tử Wu. Đứng đầu "Đế chế Thổ quốc " mới, Kuvira chiếm lấy thành phố Zaofu của Suyin và hướng mục tiêu về Thành phố Cộng hoà mà cô tuyên bố sẽ giành lại về quốc gia của mình. Với sự giúp đỡ của Toph Beifong, Korra loại bỏ hết chất độc Zaheer, nhưng sau khi thua trận đấu với Kuvira tại Zaofu, cô cho phép Zaheer giúp cô vượt qua nỗi sợ hãi và kết nối lại với linh hồn Avatar - Raava. Khi Kuvira tấn công Thành phố Cộng hòa với một mecha khổng lồ mang siêu năng lực tinh thần, phải mất tất cả nỗ lực của Korra và bạn bè của cô, bao gồm cả nhà phát minh Varrick và trợ lý Zhu Li, để ngăn chặn nó. Chỉ sau khi Korra cứu cô khỏi làn sóng nổ mà vũ khí của Kuvira xả ra khi nó bị phá hủy, mở cánh cổng thứ ba đến Linh giới và phá hủy phần lớn thành phố, Kuvira mới thừa nhận thất bại. Bộ phim kết thúc với viễn cảnh dân chủ cho Thổ quốc, Korra và Asami cùng nhau đi nghỉ ở Linh giới.

## Ảnh hưởng
Phần thứ hai (Quyển hai: Linh hồn) bắt đầu phát sóng trên kênh Nickelodeon ở Hoa Kỳ vào ngày 13 tháng 9 năm 2013 vào các tối thứ Sáu. Mùa giải kết thúc vào ngày 22 tháng 11 năm 2013.
Tại Việt Nam, bộ phim được phát sóng dưới tên Huyền thoại Korra.